# Añ (digramme)
Cette page contient des caractères spéciaux ou non latins. S’ils s’affichent mal (▯, ?, etc.), consultez la page d’aide Unicode.
Pour les articles homonymes, voir AN.
Añ (minuscule añ) est un digramme de l'alphabet latin composé d'un A et d'un N tilde (Ñ).

## Linguistique
- En breton le digramme « añ » représente généralement la voyelle [ɑ̃ː] ou la voyelle [ã].

## Représentation informatique
À la différence d'autres digrammes, il n'existe aucun encodage du Añ sous la forme d'un seul signe. Il est toujours réalisé en accolant les lettres A et Ñ,.